# Jana Šrejma Kačírková
Jana Šrejma Kačírková (* 24. června 1982 České Budějovice) je česká operní pěvkyně-sopranistka.

## Život
Pochází z Vidova. Nejdříve vystudovala Česko-anglické gymnázium v Českých Budějovicích, poté vystudovala zpěv na Pražské konzervatoři. V době studií na konzervatoři získala řadu ocenění na Mezinárodní pěvecké soutěži Antonína Dvořáka v Karlových Varech. Když v roce 2006 dokončila konzervatoř, hostovala poté při studiu na Ostravské univerzitě v Národním divadle moravskoslezském v Ostravě a v letech 2010–2015 zde působila jako stálá členka souboru opery. Téhož roku debutovala v Národním divadle v roli Adiny z opery Nápoj lásky. V roce 2015 vystoupila poprvé před Otáčivým hledištěm v Českém Krumlově jako Rusalka. Od roku 2016 je členkou Národního divadla v Brně, stálým hostem Národním divadle v Praze, Slovenského národního divadla v Bratislavě a Jihočeského divadla v Českých Budějovicích. Vystoupila na řadě významných mezinárodních hudebních festivalů, například na letním festivalu v italském Ercolanu, v Teatro Politeama Greco v Lecce, na Pafos Afrodite Festival na Kypru, Mezinárodním hudebním festivalu Pražské jaro, Mezinárodním operním festivalu Smetanova Litomyšl, Mezinárodním hudebním festivalu Petra Dvorského a na Mezinárodním hudebním festivalu Český Krumlov. V roce 2018 při příležitosti znovuotevření zrekonstruovaného Janáčkova divadla v Brně a zahajovacího představení festivalu Janáček Brno zpívala Lišku Bystroušku v opeře Příhody lišky Bystroušky Leoše Janáčka.
Je držitelkou tří cen Thálie, a to za mimořádný výkon za rok 2012 – role Julie v opeře Romeo a Julie (Ch. Gounod), která byla uvedena v Národním divadle moravskoslezském v Ostravě.
Dále za rok 2013 – role Anny Boleny ve stejnojmenné opeře (G. Donizetti), též v Národním divadle moravskoslezském v Ostravě.
A také toto prestižní ocenění získala i za rok 2020 – role Juliette v opeře Tři fragmenty z Juliette (B. Martinů) a za roli Ellen v opeře Lidský hlas (F. Poulenc), která byla uvedena v Národním divadle Brno, kdy byly v tomto nastudování tyto dvě opery výjimečně spojené do jednoho celku.

## Operní role
Národní divadlo moravskoslezské
- Così fan tutte (W. A. Mozart) – role Fiordilligi (Lízy)
- Die Zauberflöte (W. A. Mozart) – role Královny noci
- Ariadne auf Naxos (R. Strauss) – role Zerbinetty, později role Najády
- La Lupa (M. Tutino) – role Mary
- I Pagliacci (R. Leoncavallo) – role Neddy
- Potrestaný prostopášník aneb Don Giovanni (R. Leoncavallo) – role Donny Anny
- Dalibor (B. Smetana) – role Jitky
- Faust et Margueritte (Ch. Gounod) – role Margueritte
- Le nozze di Figaro (W. A. Mozart) – role Zuzanky
- La Rondine (G. Puccini) – role Lisetty
- Amadeus (P. Shaffer) – trojrole – Kateřina Cavalieriová, Zuzanka, Konstance
- Carmen (G. Bizet) – role Frasquity
- Falstaff (G. Verdi) – role Nannetty
- Její pastorkyňa (L. Janáček) – role Karolky
- Orfeus v podsvětí (J. Offenbach) – role Eurydiky
- La traviata (G. Verdi) – role Violetty Valéry
- Roméo et Juliette (Ch. Gounod) – role Julie
- The Rake's progress (I. Stravinskij) – role Anny Trulove
- La Bohème (G. Puccini) – role Musetty
- Anna Bolena (G. Donizetti) – role Anny Boleynové
- Noc v Benátkách (J. Strauss mladší) – role Anniny
- Prodaná nevěsta (B. Smetana) – role Mařenky Krušinové
- Ernani (G. Verdi) – role Elviry
- Maria Stuarda (G. Donizetti) – role Marie Stuartovny
- Roberto Devereux (G. Donizetti) – role Elisabetty I.
- La clemenza di Tito (W. A. Mozart) – role Vittelie
- Othello (G. Verdi) – role Desdemony
- Rusalka (A. Dvořák) – role Rusalky

Divadlo Josefa Kajetána Tyla
- Faust et Margueritte (Ch. Gounod) – role Margueritte

Národní divadlo
- Nápoj lásky (G. Donizetti) – role Adiny
- Die Entführung aus dem Serail (W. A. Mozart) – role Konstance
- Čarokraj (M. Ivanović) – role Zpívající knihy a Mořské panny
- La Bohème (G. Puccini) – role Musetty
- Die Zauberflöte (W. A. Mozart) – role Královny noci
- Jakobín (A. Dvořák) – role Terinky
- Les contes dʼHoffmann (J. Offenbach) – role Olympie
- Roméo et Juliette (Ch. Gounod) – role Julie
- La traviata (G. Verdi) – role Violetty Valéry
- Figarova svatba (W. A. Mozart) – role Hraběnky Almavivy
- Švanda dudák (J. Weinberger) – role Dorotky (premiéra v roce 2021)
- Don Giovanni (W. A. Mozart) – role Donny Anny

Divadlo F. X. Šaldy
- Giroflé-Girofla (Ch. Lecocq)
- La traviata (G. Verdi) – role Violetty Valéry

Slovenské národní divadlo
- Così fan tutte (W. A. Mozart) – role Fiordiligi

Jihočeské divadlo
- Don Giovanni (W. A. Mozart) – role Donny Anny
- Rigoletto (G. Verdi) – role Gildy
- I Pagliacci (R. Leoncavallo) – role Neddy
- Aida (G. Verdi) – role Aidy
- Rusalka (A. Dvořák) – role Rusalky
- Prodaná nevěsta (B. Smetana) – role Mařenky Krušinové
- La traviata (G. Verdi) – role Violetty Valéry
- Jevgenij Oněgin (P. I. Čajkovskij) – role Taťjany (premiéra v roce 2021)

Národní divadlo Brno
- La traviata (G. Verdi) – role Violetty Valéry
- Prodaná nevěsta (B. Smetana) – role Mařenky Krušinové
- Carmen (G. Bizet) – role Micaëly
- Hrabě Ory (G. Rossini) – role Hraběnky Adèle de Formoutiers
- Don Giovanni (W. A. Mozart) – role Donny Anny
- Faust et Margueritte (Ch. Gounod) – role Margueritte
- Příhody lišky Bystroušky (L. Janáček) – role Lišky Bystroušky
- Così fan tutte (W. A. Mozart) – role Fiordilligi
- Trois fragments de Juliette (B. Martinů) – role Julietty
- La voix humaine (F. Poulenc) – role Elle
- Les contes d'Hoffmann (J. Offenbach) – role Antonie
- Der Rosenkavalier (R. Strauss) – role Sophie von Faninal
- La bohème (G. Puccini) – role Mimì
- Peter Grimes (B. Britten) – role Ellen Orfordové (sezóna 2021/22)
- Die Zauberflöte (W. A. Mozart) – role Paminy (sezóna 2021/22)
- Otello (G. Verdi) – role Desdemony (sezóna 2021/22)
- Dalibor (B. Smetana) – role Jitky (2024)
- Rusalka (A. Dvořák) – role Rusalky (2024)